# Milan Rijavec
Milan Rijavec, slovenski slikar, * 5. junij 1922, Bruna vas, † 15. september 2018, Ljubljana.

## Življenje
Prva leta je preživel v Krmelju, kjer je oče delal kot osebni šofer. Osnovno šolo je obiskoval v Šentjanžu na Dolenjskem. Leta 1933 se je vpisal v nižjo gimnazijo v Ljubljani. Leta 1937 se je vpisal na učiteljišče. Od tam je ohranil lepe spomine na profesorja Olafa Globočnika.V tem času je začel slikati akvarele. Prvi zgled jo dobil pri očetu, ki je bil tudi amaterski slikar. Na začetku vojne je bil v petem letniku učiteljišča.  
Jeseni 1941 so ga Italijani zasačili z letakom OF, ga zaprli, obsodili na dve leti zapora in poslali v Alessandrijo v Piemontu. Po prestani kazni se je leta 1943 vrnil v Ljubljano in kmalu nato odšel v Gubčevo brigado. V partizanih se je seznanil z Božidarjem Jakcem in Nikolajem Pirnatom, ki sta ga vzpodbujala k risanju. 
Po osvoboditvi je končal peti letnik učiteljišča in se vpisal na novoustanovljeno Akademijo za likovno umetnost v Ljubljani. Študiral je pri profesorjih Francetu Miheliču, Nikolaju Pirnatu, Slavku Pengovu in Gabrijelu Stupici. Leta 1949 je diplomiral in jeseni nastopil službo likovnega pedagoga na a gimnaziji v Trbovljah. Tam se je poročil s profesorico francoskega jezika Vido Favai, ki ga je vseskozi vspodbujala k slikanju. Rodila sta se jima dva sinova. Osebno je bil izjemo skromen.
Leta 1950 se je vpisal na slikarsko specialko pri Gabrijelu Stupici. Ker je zbolel za tuberkulozo, specialke ni zaključil.
Pač pa je začel javno razstavljati in se udeleževati slikarskih kolonij.  Z Ivanom Seljakom Čopičem sta zaslužna za ustanovitev slikarske kolonije Izlake - Zagorje leta 1964, ki je prva slovenska povojna kolonija in nepretrgoma deluje vse do danes (2016). 
Po upokojitvi je lahko ves čas posvetil slikanju. Leta 1971 se je preselil v Ljubljano, kjer je živel do svoje smrti.

## Delo
Prva dela so v tehniki akvarela. Žal so vse medvojne slike uničene. Po končanem študiju slika v olju. Takrat mu akvareli predstavljajo le predlogo za kasnejšo sliko. Kasneje postane akvarel samostojna slika. Razvije svoj akvarelni stil. Njegovi priljubljeni motivi so pokrajina, arhitektura, portreti in tihožitja. Zanima ga slovenska vas, knapovsko okolje in v kasnejših letih primorska arhitektura. Veliko slika v naravi s štafelajem. Slikarske motive izbira glede na možnosti, ki so mu dane. Ustvaril je nepregledno število akvarelov.
Že v petdesetih letih, ko je sočasno slovensko slikarstvo gradilo večinoma tonsko, se je Rijavec opredelil za izrazito barvno slikarstvo. Izhaja iz barvite dediščine Matissa, fauizma in poznega kubizma. Vendar je razvil povsem samosvojo občutljivost za podajanje vsebine s kombiniranjem premišljeno poenostavljenih ploskih barvnih površin. Barva prevzame vse poglavitne vloge; z njo gradi prostor, ga razgiba in osmisli, barva je nosilka razpoloženja, racionalnih konstrukcij in čustvene napetosti. Če barve na začetku še povzema po motivu, jih sčasoma  vse bolj izbira glede na svoje čustveno razpoloženje ali glede na vzdušje, ki ga želi ustvariti. V prvem obdobju uporablja več živih barv.  Nato preide na zeleno modro barvno skalo v kombinaciji z oker in rjavo. V starosti postajajo barve svetlejše (bolj blede), manj izrazite. Včasih tudi precej žive ali nasprotno povsem ubite.  V portretih z barvami slika portretirančevo psiho. Čeprav se slike v svojih barvnih kompozicijah približujejo abstrakciji, ostajajo v realnem. Razvije se v vrhunskega kolorista, izjemenega v svoji dognani barvni občutljivosti. 
V času službovanja v Trbovljah slika številne upodobitve industrijske krajine, ki so daleč od socrealizma. Premišljeno izbira izreze krajine, ki mu omogočajo gradnjo slike z barvnimi kombinacijami, medsebojnimi razmerji in delnim prekrivanjem/prelivanjem, da z njimi doseže polno sporočilnost, estetsko vrednost in poetičnost. 
V sedemdesetih letih motiv (slovenska vas, skromen interjer sobe) preslikava v barvne ploskve brez sledi čopiča. Barve soobstajajo brez prelivanja in so bolj zadržane. Rad eksperimentira s ponovnim slikanjem že naslikanega motiva. Najprej prerazporeja predmete. Kasneje ob nespremenjeni kompoziciji spreminja izbor barvnih tonov. Zanima ga tudi repliciranje.
V kasnejših letih naslika serijo dreves v bolj razgibani barvni skali. Na počitnicah v Fažani se navduši nad istrsko arhitekturo. Hiše in zidove očisti do golih oblik. Sprva barvo določa lokacija. Kasneje bolj izraža avtorjevo razpoloženje. Slika v akvarelu. Od prosojnega nanosa preide na gost namaz (zamolklih, ubitih) barv.  
Vse do visoke starosti je redno razstavjal po celi Sloveniji. Leta 1984 je imel v Jakopičevi galeriji retrospektivno razstavo in leta 1988 pregledno razstavo v Galeriji revolucije Mestnega muzeja Ljubljana.
Njegova dela hranijo v številnih javnih in zasebnih zbirkah: Moderna galerija Ljubljana, Mestni muzej Ljubljana, Dolenjska galerija Novo mesto, Galerija sodobne umetnosti Celje, Galerija Prešernovih nagrajencev Kranj.  

## Nagrade
- Nagrada Zveze mladih kulturnih delavcev, 1950
- Nagrada 1. junij občine Trbovlje, 1964
- Nagrada Prešernovega sklada, 1979